# Martín Alund
Martín Alund (Mendoza, 26 dicembre 1985) è un ex tennista argentino.

## Carriera
Nel 2013 Alund entra nel tabellone principale del Roland Garros e di Wimbledon, dove viene eliminato in entrambi al primo turno rispettivamente da Édouard Roger-Vasselin e da David Ferrer.

## Statistiche

### Tornei minori

#### Singolare

##### Vittorie
| Legenda        |
| Challenger (0) |
| Futures (13)   |

| N   | Data             | Torneo                  | Superficie  | Avversario in finale    | Punteggio        |
| 1.  | 12 giugno 2005   | Romania F6, Cluj-Napoca | Terra rossa | Pablo Cuevas            | 7-5, 6-4         |
| 2.  | 6 agosto 2006    | Argentina F10           | Terra rossa | Diego Cristin           | 6-3, 7-5         |
| 3.  | 18 maggio 2008   | Argentina F2            | Terra rossa | Damian Patriarca        | 6-1, 6-3         |
| 4.  | 27 luglio 2008   | Paraguay F3             | Terra rossa | Alexandre Bonatto       | 3-6, 6-1, 6-4    |
| 5.  | 14 febbraio 2010 | Argentina F3            | Terra rossa | Alejandro Fabbri        | 7-5, 6-3         |
| 6.  | 6 febbraio 2011  | Colombia F1             | Terra rossa | Andrés Molteni          | 7-5, 6-3         |
| 7.  | 8 maggio 2011    | Argentina F4            | Terra rossa | Diego Schwartzman       | 6-4, 6-1         |
| 8.  | 22 maggio 2011   | Paraguay F1             | Terra rossa | Diego Galeano           | 6-3, 6-1         |
| 9.  | 19 giugno 2011   | France F8               | Terra rossa | Nicolas Renevand        | 6-4, 6(6)–7, 6-3 |
| 10. | 4 dicembre 2011  | Chile F15               | Terra rossa | Juan Vazquez-Valenzuela | 6-1, 6-2         |
| 11. | 11 dicembre 2011 | Brazil F42              | Terra rossa | Guillermo Durán         | 3-6, 6-3, 6-4    |
| 12. | 18 dicembre 2011 | Brazil F43              | Terra rossa | Joshua Zavala           | 6-4, 6-3         |
| 13. | 18 marzo 2012    | Argentina F3            | Terra rossa | Pablo Galdon            | 6-4, 6(1)–7, 7-5 |

##### Finali perse
| Legenda        |
| Challenger (3) |
| Futures (12)   |

| N   | Data              | Torneo                                         | Superficie  | Avversario in finale   | Punteggio              |
| 1.  | 2 luglio 2006     | Romania F9, Iași                               | Terra rossa | Lado Chikhladze        | 3-6, 2-6               |
| 2.  | 16 luglio 2006    | Romania F11                                    | Terra rossa | Victor Crivoi          | 4-6, 4-6               |
| 3.  | 24 settembre 2006 | Bolivia F2                                     | Terra rossa | Eduardo Schwank        | 6(5)–7, 7–6(4), 6(2)–7 |
| 4.  | 5 novembre 2006   | Chile F2                                       | Terra rossa | Iván Miranda           | 7-5, 1-6, 5-7          |
| 5.  | 19 novembre 2006  | Chile F4                                       | Terra rossa | Diego Cristin          | 3-6, 4-6               |
| 6.  | 12 agosto 2007    | Romania F15                                    | Terra rossa | Artemon Apostu-Efremov | 7-5, 3-6, 6(1)–7       |
| 7.  | 19 agosto 2007    | Romania F16                                    | Terra rossa | Marius Copil           | 3-6, 4-6               |
| 8.  | 2 settembre 2007  | Romania F17                                    | Terra rossa | Andrei Mlendea         | 3-6, 4-6               |
| 9.  | 29 giugno 2008    | Argentina F5                                   | Terra rossa | Pablo Galdon           | 6-3, 4-6, 4-6          |
| 10. | 30 novembre 2008  | Abierto Internacional Ciudad de Cancun, Cancún | Terra verde | Grega Žemlja           | 2-6, 1-6               |
| 11. | 31 gennaio 2010   | Argentina F1                                   | Terra rossa | Jonathan Gonzalia      | 3-6, 6-4, 1-6          |
| 12. | 31 gennaio 2010   | Panama F1                                      | Terra rossa | Víctor Estrella Burgos | 3-6, 0-6               |
| 13. | 14 agosto 2011    | Spain F28                                      | Terra rossa | Pablo Carreño Busta    | 4-6, 7–6(4), 4-6       |
| 14. | 1º luglio 2012    | Milano ATP Challenger, Milano                  | Terra rossa | Tommy Robredo          | 3-6, 0-6               |
| 15. | 14 ottobre 2012   | Copa San Juan Gobierno, San Juan               | Terra rossa | Thiemo de Bakker       | 2-6, 6-3, 2-6          |